# نيل أوبراين
نيل أوبراين (9 مارس 1945 في المملكة المتحدة - ) (بالإنجليزية: Neil O'Brien)‏ هو لاعب كريكت بريطاني. لعب مع Cheshire County Cricket Club ‏ والمقاطعات الوطنية للكريكيت الإنجليزي والويلزي ‏.

## وصلات خارجية
- نيل أوبراين على موقع إي آس بي آن كريك إنفو (الإنجليزية)